# Patiño de Masapelid
Patiño, también conocido como Patino,  es un barrio del municipio filipino  de Taganaán situado en la isla de Masapelid, adyacente a la de Mindanao en su extremo nordeste. Forma parte de  la provincia de Surigao del Norte  en la Región Administrativa de Caraga, también denominada Región XIII. Para las elecciones está encuadrado en el Segundo Distrito Electoral.

## Geografía
Barrio situado en el extremo noroeste de la isla, situado  17 km al sureste  de la ciudad de  Surigao; al sur de la isla de Bilabid; al este de la bahía de Cagutsán en el canal de Gutuán, frente a la isla de Talavera.
Su término linda, por tierra,  al norte con los de Caguilán y de Fabio; al sur con el municipio de Placer, barrio de Ellaperal. 
Al noroeste el canal de Masapelid separa esta barrio  de las islas de Condona, Maanoc y  Tinago, sirviendo de acceso por mar a la Población de Taganaán.
Frente a la costa oriental se encuentra la isla de Mahaba que forma parte del barrio de Ellaperal.

### Demografía
El año 2000 este barrio rural contaba con una población de 841 habitantes.
En 1990 554 personas ocupaban 98 viviendas.

## Gobierno local
Su alcalde es (2010-2013)   Juan M. Edilo Jr. y su vicealcalde  Meshyl E. Baslot.